# John Frostmark
John Edvard Frostmark, född den 16 juni 1900 i Slädene församling, Skaraborgs län, död den 10 augusti 1989 i Karlstad, var en svensk jurist. 
Frostmark avlade studentexamen i Vänersborg 1920 och juris kandidatexamen 1929. Han var extra ordinarie landskontorist i Värmlands län 1921 och tidvis tillförordnad häradsskrivare i Älvdals-Nyeds fögderi 1922–1923. Frostmark blev extra ordinarie notarie i Göta hovrätt 1929 och genomförde tingstjänstgöring i Kinds och Redvägs domsaga 1929–1931. Han började tjänstgöra i Göta hovrätt 1931, blev assessor där 1938, tillförordnad  revisionssekreterare 1942, hovrättsråd 1944 och ordinarie revisionssekreterare 1945. Frostmark var häradshövding i Älvdals och Nyeds domsaga 1947–1967. Han blev riddare av Nordstjärneorden 1947 och kommendör av samma orden 1962.